# Аудеманс, Антон Корнелий
Антон Корнелий Аудеманс (нидерл. Anthonie (Antoon) Cornelis Oudemans Jzn, 12 ноября 1858, Джакарта — 14 января 1943, Арнем) — нидерландский зоолог. Хотя он был специалистом в области акарологии, изучении клещей и зудней, он также был весьма известен своими книгами о морских чудовищах и дронтах.

## Биография
Родился в Батавии, Голландская Ост-Индия, Антон был сыном известного голландского астронома Жана Абрагама Кретьена Аудеманса и внуком голландского педагога, поэта и филолога Антони Корнелиса Аудеманса-старшего, в честь которого он был назван. Он часто использовал патроним «Jzn» (от Jeanzoon) в своих публикациях. Его двоюродным братом был энтомолог Й.Т. Аудеманс. Он получил образование в Арнеме и поступил в Утрехтский университет. Он написал диссертацию о ленточных червях и в 1885 году был назначен директором Королевского зоологического сада в Гааге. Аудеманс работал над клещами и всесторонне проанализировал всю литературу до 1850 года в серии статей под названием Kritisch historisch Overzicht der Acarologie («Критический исторический обзор акарологии»). Он описал многочисленные виды не только клещей и некоторых насекомых, но даже один вид приматов — бородатого мангобея.
В 1892 году была опубликована книга Аудеманса «Великий морской змей» — исследование множества сообщений о морских змеях из мировых океанов. Аудеманс пришёл к выводу, что такие существа могли быть ранее неизвестным большим тюленем, которого он назвал Megophias megophias. Восприятие книги было описано как уважительное, но «холодное». Позже Бернар Эйвельманс предположил, что «Великий морской змей» был началом криптозоологии.
В 1917 году он опубликовал Dodo-studiën: naar aanleiding van de vondst van een gevelsteen met dodo-beeld van 1561 te Vere, статью об исследованиях вымерших дронтов.
В 1895 году Аудеманс уехал из Гааги, чтобы преподавать биологию во фризском городе Снек. В последующие годы он опубликовал несколько научных статей. Он женился на Хелене Йоханне ван де Вельде в 1887 году, но овдовел и женился во второй раз на Алетте Амелии Луизе Пилигрим в 1919 году.
В 1942 году он подарил Государственному музею естественной истории свою важную коллекцию клещей (Acari). Эта коллекция насчитывает 5981 предметное стекло (1316 видов). После его смерти музею завещались и сопутствующие рисунки.
Аудеманс умер в Арнеме в 1943 году.

## Галерея

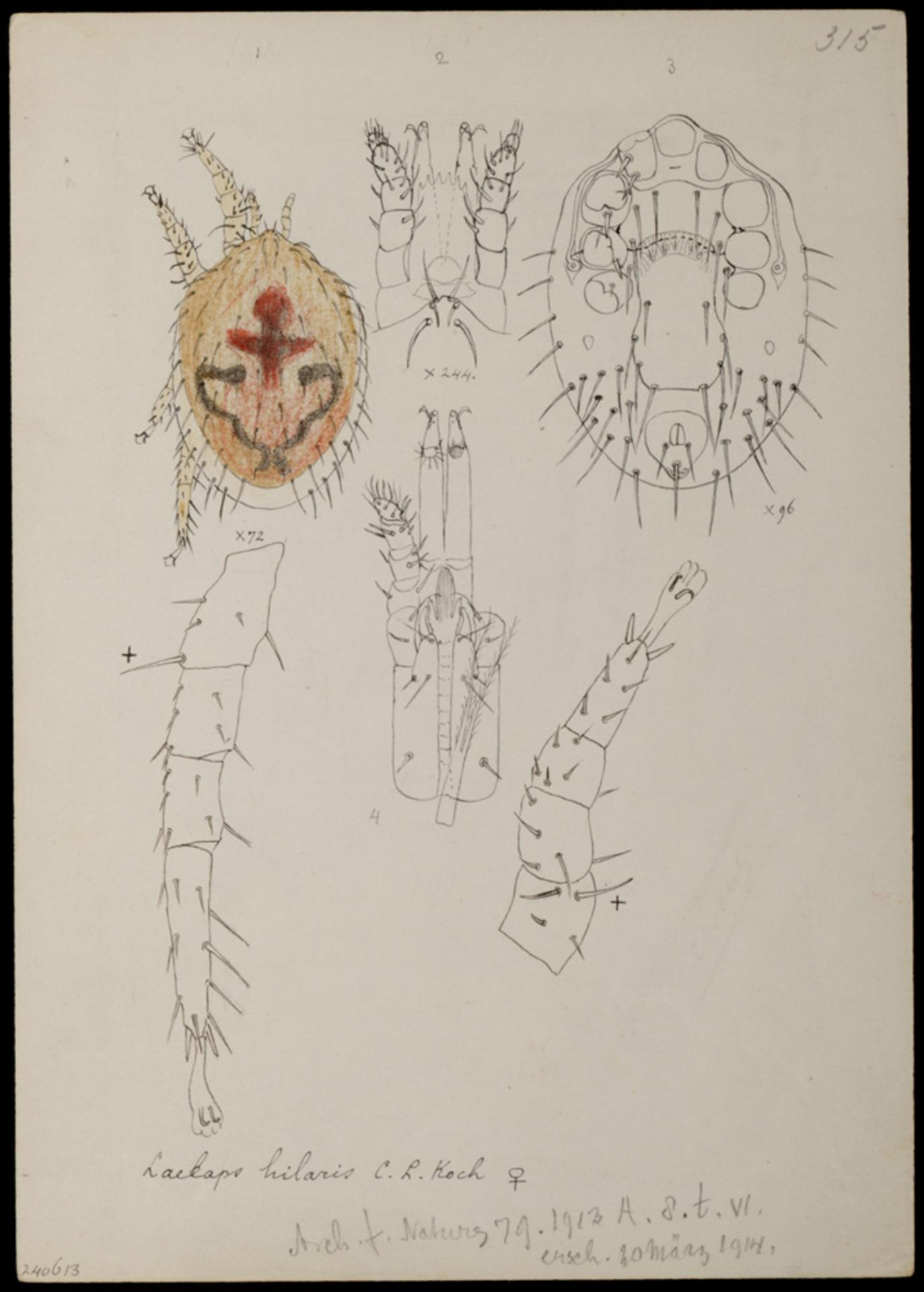
Самка клеща Laelaps hilaris Koch Аудеманса. Коллекция Oudemans Naturalis.
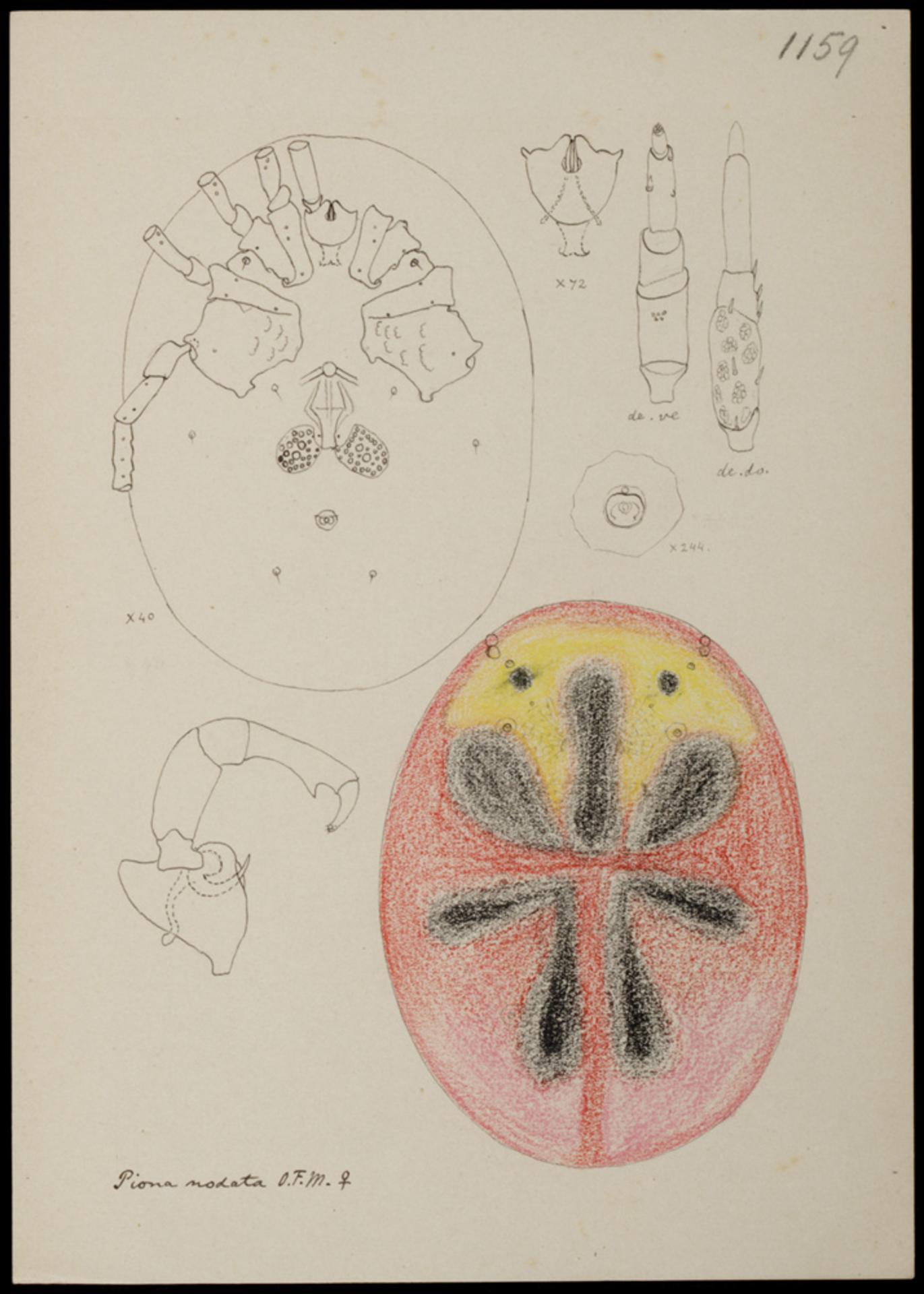
Самка водяного клеща Piona nodata O.F. Müller. Коллекция Аудеманса.